# GNU
GNU er et fri software Unix-lignende styresystem. Kombineret med Linuxkernen udgør GNU GNU/Linux, der ofte blot benævnes Linux. Den officielle kerne, der hører til GNU er dog Hurd, men som i praksis endnu ikke har opnået kritisk masse. Projektet omkring GNU blev startet af Richard M. Stallman i 1983 og har som formål at skabe et styresystem, hvor brugerne tillades frit at undersøge og modificere kildekoden, samt at videredistribuere disse modifikationer. Dette fungerer i praksis ved at koden er beskyttet under ophavsret og man kun har ret til at bruge den hvis man overholder disse betingelser.
GNUs maskot er en gnu.

## Navnet
Navnet GNU er et rekursivt akronym, der står for GNU's Not Unix (GNU er ikke Unix).
Forkortelsen er et ordspil på velkendte programnavne indenfor UNIX-verdenen. Et særdeles udbredt program, som anvendes til at skrive oversættere (engelsk: compiler), hed "Yet Another Compiler Compiler" altså "YACC" som udtales på samme måde som det engelske ord for Yakokse. Efterfølgeren hertil blev derfor kaldt "Bison". Bemærk, at GNU's styresystem Hurd følger trenden (HURD står for HIRD of Unix-Replacing Daemons, hvor HIRD står for HURD of Interfaces Representing Depth, sådan at de to akronymer er gensidigt rekursive).

## Historie
Unix var navnet på et beskyttet operativsystem allerede i udstrakt brug. Siden teknologien som lå til grund havde vist sig at være teknisk god, blev GNU-systemet designet til at være kompatibelt med det. Unix-arkitekturen tillod at GNU blev skrevet som individuelle programvarekomponenter, hvor komponenter som allerede var frit tilgængelige - som fx TeX satssystemet og X Windows grafiske system - kunne blive tilpasset og genbrugt. De resterende ville blive skrevet fra bunden af.
For at sikre sig at GNU-programmellet ville forblive fri for alle brugere til at køre, kopiere, modificere og distribuere, ville projektet blive frigivet under en licens som var designet til at give alle de rettigheder og samtidig forhindre at det blev pålagt yderligere restriktioner. Denne idé blev kaldt copyleft - som et ordspil på det engelske ord for ophavsret "copyright" - og blev taget ind i GNU General Public License (GPL).
I 1985 stiftede Stallman Free Software Foundation (FSF), en organisation med det formål at give logistisk, juridisk og finansiel støtte til GNU projektet. FSF har også hyret programmører udefra til at bidrage til GNU. En stor andel af udviklingen blev (og bliver) gjort af frivillige. I de senere år er GNU blevet mere kendt, og interesserede firmaer er begyndt at bidrage til udviklingen eller sælge GNU-programvare og give teknisk støtte.
I 1990 havde GNU-systemet tekstbehandleren Emacs, en meget succesrig optimerende compiler (GCC), og det meste af kernebibliotekerne og værktøjerne til en standard Unix-distribution. Hovedkomponenten som fortsat manglede var kernen, hvilket løstes ved at Linus Thorvalds lavede sin egen og frigav den under GPL.

## Komponenter
GNU-systemet omfatter komponenter som GNU Compiler Collection (GCC), GNU C Library (glibc) og GNU Core Utilities (coreutils).
Systemet indeholder også nogle populære programmer og samlinger som GNU Debugger (GDB), GNU Binary Utilities (binutils) og GNU Bash shell.